# Länge leve bonusfamiljen
Länge leve bonusfamiljen är en svensk drama-komedifilm från 2022, baserad på TV-serien Bonusfamiljen. Filmen är regisserad av Felix Herngren, med manus av Moa Herngren.
Filmen hade biopremiär i Sverige den 2 december 2022, utgiven av SF Studios.

## Rollista
- Vera Vitali – Lisa
- Erik Johansson – Patrik
- Fredrik Hallgren – Martin
- Marianne Mörck – Bigge
- Johan Ulveson – Jan
- Frank Dorsin – Eddie
- Måns Nathanaelson – Jens
- Niklas Engdahl – Henrik
- Emma Peters – Katja
- Monica Stenbeck – Louise
- Christer Lindarw – Danny
- Jacob Lundqvist – William
- Philoue Blomquist - Buster
- Lilly Lexfors - Lo

## Produktion
Filmen är producerad av Anna Carlsten och Anna Anthony för FLX, i samproduktion med Film i Dalarna, SF Studios och SVT. Delar av filmen är inspelad i Dalarna.

## Mottagande
Filmen fick blandat mottagande av de svenska filmkritikerna.
Mest positiv var Nöjesguidens recensent Virve Ivarsson som gav den högsta betyg och skrev att den är modig, ärlig och otroligt rolig.
Mest negativ var Svenska Dagbladets recensent Karoline Eriksson som gav den betyget 1 av 6. Hon menade att den förvisso är ganska trovärdig men att den även är slarvig och inte levererar något meningsfullt.